# Buton
Buton, auch Butung, indonesisch Pulau Buton, frühere niederländische Schreibweise Boeton; ist eine in der Bandasee gelegene, zur Provinz Südostsulawesi gehörige, 4400 km² große indonesische Insel im Südosten von Sulawesi. Ihre Länge beträgt etwa 150 km und ihre Breite 60 km. 
Buton und die westliche Nachbarinsel Muna gehören zu einer Inselgruppe mit einer Fläche von etwa 9600 km², die ebenfalls Buton genannt wird und zu der außerdem die westlich von Muna gelegene Insel Kabaena und die nördlich von Buton gelegene Insel Wowoni gezählt werden. Die Insel Buton ist auf die Regierungsbezirke (Kabupaten) Buton Utara und Buton, sowie seit 2014 Buton Tengah und Buton Selatan aufgeteilt.

## Geographie
Buton ist eine aus Korallenkalk aufgebaute, häufig gebirgige, im Norden bis 1190 m ansteigende Insel und größtenteils von tropischem Regenwald bestanden. Im Osten schneidet sich die 50 km lange und 30 km breite Buton Bay in die Insel ein. Einige schmale Ebenen dehnen sich entlang der Küste aus. Im Nordosten ist die Küste sumpfig. Von Dezember bis Mai herrscht Regenzeit, wobei durchschnittlich mehr als 100 mm Niederschlag pro Monat fällt. Auf der Insel kommen zwei auf Sulawesi und den vorgelagerten Inseln endemische Wildrinder-Arten vor, der Tiefland-Anoa und der Berg-Anoa.
Die Hauptstadt Bau-Bau liegt an der Südwest-Küste der Insel, hat 120.000 Einwohner und besitzt den bedeutenden Hafen Murhum. Daneben gibt es nur Dörfer. Ein wichtiger Erwerbszweig ist neben dem Holz- und Teak-Abbau die Asphalt-Produktion. Zum eigenen Verzehr werden Reis, Mais und Sago angebaut, daneben etwa  Kokospalmen, um Kopra verkaufen zu können. Außerdem werden Zuckerrohr, Tabak und Kaffee exportiert. Die Küstenbewohner betreiben auch Fischfang.

## Geschichte
Erstmals wird Buton im 14. Jahrhundert in einem javanesischen Gedicht namens Nagarakretagama genannt, das 1365 im Königreich Majapahit verfasst wurde und auch ein wichtiges historisches Zeugnis darstellt. Für das 14. bis 16. Jahrhundert sind die Namen von sechs Königen von Buton überliefert, beginnend mit der Königin Wa Kaa Kaa. Der sechste König Lakilaponto nahm 1542 den islamischen Glauben an, wandelte das Königreich in ein Sultanat um und nannte sich seither Sultan Murhum Kaimuddin Khalifatul Khamis. Um 1550 kam das Sultanat in die Abhängigkeit des Reiches von Ternate, dem es als wichtiges regionales Handelszentrum diente. 1612 schlossen die einheimischen Herrscher einen Vertrag mit Apollonius Schotte, einem Kapitän der Niederländischen Ostindien-Kompanie (VOC). 1634 geriet Buton unter die Herrschaft der Makassaren, die jedoch bereits 1667 von den Niederländern verdrängt wurden. Diese waren fortan die Schutzmacht des Sultans, der als ihr Bundesgenosse galt. Das Sultanat umfasste auch Nachbarinseln wie Muna, Kabaena, die östlich Buton gelegenen Tukangbesi-Inseln sowie Teile von Südost-Sulawesi. Damals gab es vier hierarchisch abgestufte Klassen der Bevölkerung. Der letzte Sultan Muhammad Falihi Kaimuddin starb 1960.

## Bevölkerung
Die etwa 500.000 Einwohner werden als Butonesen bezeichnet. Sie sprechen neben der Amtssprache Indonesisch diverse austronesische Sprachen und sind mehrheitlich Sunniten. In der traditionellen Religion besaß der Ahnenkult eine große Bedeutung. Die Verstorbenen wurden in kleinen Grabhügeln beigesetzt, auf denen kunstvoll geschnitzte Grabpfeiler aufgestellt waren, die als Aufenthaltsort für die Totenseelen dienten. Im Südteil der Insel wird von 79.000 Bewohnern die Sprache Cia-Cia gesprochen. 